# إيكوي أوتاني
إيكوي أوتاني (大谷育江 أوتاني إيكوي) هي مؤدية أصوات يابانية ولدت في 18 أغسطس 1965 في طوكيو.

## أدوارها في الأنمي

### مسلسلات أنمي تلفزيونية
- بوكيمون - بيكاتشو، غولدين، كورسولا
- بوكيمون أدفانس - بيكاتشو
- بوكيمون دياموند/بيرل - بيكاتشو
- بوكيمون بلاك/وايت - بيكاتشو
- بوكيمون إكس/واي - بيكاتشو، سوير
- بوكيمون سن/مون - بيكاتشو
- رحلات بوكيمون - بيكاتشو
- ون بيس - توني توني تشوبر، سانجي (أيام الطفولة)، إنيشيدا، شوكولا
- غاش بيل الذهبي - غاش بيل
- ذا سول تيكر - مايا ميساكي
- المحقق كونان - ميتسوهيكو
- ناروتو - كونوهامارو
- ناروتو شيبودن - كونوهامارو (الصوت الثاني)
- روك لي وأصدقائه النينجا - كونوهامارو
- رؤيا إسكافلوني - ميرل
- سابق ولاحق - رامي
- آرك ذا لاد - روبي
- مغامرة جوجو الغريبة: ستارداست كروسيدرز - مانيش بوي
- جبهة حاجز الدم - أماغرانوف لوزونتام أوف لي نيج
- بيرسونا 5: ذا انميشن - مورغانا
- شريطة هيمي تشان - هيميكو نونوهارا
- اوجاماجو دوريمي - هانا ماكيهاتاياما

### أوفا أنمي
- تشيبي كارا ناجاي جو وورلد - ساياكا يومي
- حفل الجثث - ساتشيكو شينوزاكي

### أفلام أنمي
- سلسلة أفلام بوكيمون
  - فيلم بوكيمون الأول: ثأر ميوتو - بيكاتشو
  - فيلم بوكيمون 2000: قوة الإتحاد - بيكاتشو، غولدين
  - فيلم بوكيمون 3: إنتي و تعويذة الأنون - بيكاتشو، غولدين
  - فيلم بوكيمون فور إيفر: سيليبي صوت الغابة - بيكاتشو
  - بوكيمون هيروز: لاتيوس و لاتياس - بيكاتشو, كورسولا
  - فيلم بوكيمون: جيراتشي محقق الأماني - بيكاتشو
  - فيلم بوكيمون: مصير ديوكسيس - بيكاتشو
  - فيلم بوكيمون: لوكاريو و لغز ميو - بيكاتشو
  - بوكيمون رينجر و قصر البحر - بيكاتشو
  - فيلم بوكيمون: نهوض داركراي - بيكاتشو
  - فيلم بوكيمون: غيراتينا و محارب السماء - بيكاتشو
  - فيلم بوكيمون: أركيوس و جوهرة الحياة - بيكاتشو
  - فيلم بوكيمون: زوروارك سيد الأوهام - بيكاتشو
  - فيلم بوكيمون بلاك: فيكتيني و ريشيرام - بيكاتشو
  - فيلم بوكيمون وايت: فيكتيني و زيكروم - بيكاتشو
  - فيلم بوكيمون: كيوريم ضد سيف العدالة - بيكاتشو
  - فيلم بوكيمون: جينيسيكت و نهوض الأسطورة - بيكاتشو
  - فيلم بوكيمون: ديانسي و شرنقة الدمار - بيكاتشو
  - فيلم بوكيمون: هوبا و صراع الأزمنة - بيكاتشو
  - بوكيمون الفيلم: فولكانيون و الأعجوبة الميكانيكية - بيكاتشو
  - فيلم بوكيمون: أنا أختارك! - بيكاتشو
  - فيلم بوكيمون: قوتنا - بيكاتشو
  - فيلم بوكيمون: ثأر ميوتو: التطور - بيكاتشو
- سلسلة أفلام ون بيس
  - ون بيس: مملكة تشوبر في جزيرة الحيوانات الغريبة - توني توني تشوبر
  - ون بيس: مغامرة النهاية المسدودة - توني توني تشوبر
  - ون بيس: لعنة السيف المقدس - توني توني تشوبر
  - ون بيس: البارون أوماتسوري والجزيرة السرية - توني توني تشوبر
  - ون بيس: أميرة الصحراء والقراصنة - توني توني تشوبر
  - ون بيس: زهور الشتاء ومعجزة الساكورا - توني توني تشوبر
  - ون بيس: العالم القوي - توني توني تشوبر
  - ون بيس: مطاردة قبعة القش - توني توني تشوبر
  - ون بيس: زد - توني توني تشوبر
  - ون بيس: غولد - توني توني تشوبر
  - ون بيس: ستامبيد - توني توني تشوبر
  - ون بيس: ريد - توني توني تشوبر
- سلسلة أفلام المحقق كونان
  - المحقق كونان: العد التنازلي لناطحة السحاب - ميتسو

## أدوارها في ألعاب الفيديو
- سلسلة ألعاب بوكيمون
  - بوكيمون يلو - بيكاتشو
  - بوكيمون أوميغا روبي/ألفا سافاير - بيكاتشو
  - بوكيمون ليتس غو, بيكاتشو!/إيفي! - بيكاتشو
- سوبر سماش برذرز - بيكاتشو
- سوبر سماش برذرز ميلي - بيكاتشو
- سوبر سماش برذرز براول - بيكاتشو
- سوبر سماش برذرز فور نينتندو 3دي إس و وي يو - بيكاتشو
- سوبر سماش برذرز ألتميت - بيكاتشو
- كينغدوم هارتس II - فيفي
- تيلز أوف ذي أبيس - إيون, سينك, فلوريان
- كوربس بارتي - ساتشيكو شينوزاكي
- ون بيس: غراند باتل 3 - توني توني تشوبر
- ون بيس: بايريتس كارنفال - توني توني تشوبر
- ون بيس: بايريت واريورز 2 - توني توني تشوبر
- ون بيس: بيرنينغ بلاد - توني توني تشوبر
- ون بيس: وورلد سيكر - توني توني تشوبر
- ناروتو شيبودن: كيزونا درايف - كونوهامارو
- ناروتو شيبودن: ألتيميت نينجا ستورم ريفولوشن - كونوهامارو ساروتوبي
- ناروتو شيبودن: ألتيميت نينجا ستورم 4 - كونوهامارو ساروتوبي
- فاير إمبلم أويكينينغ - تيكي
- بروجكت X زون 2 - تيكي
- جوجوز بيزار أدفنتشر: آيز أوف هيفن - مانيش بوي
- بيرسونا 5 - مورغانا
- بيرسونا 5 رويال - مورغانا
- بيرسونا 5 دانسينغ إن ستارلايت - مورغانا
- باتل ستاديوم د.و.ن - توني توني تشوبر

## أدوارها في الدبلجة اليابانية
- الضاحكون - دوت
- ماي ليتل بوني: فرندشيب إز ماجيك - أبلبلوم

## وصلات خارجية
- إيكوي أوتاني على موقع IMDb (الإنجليزية)
- إيكوي أوتاني على موقع ألو سيني (الفرنسية)
- إيكوي أوتاني على موقع ميوزك برينز (الإنجليزية)
- إيكوي أوتاني على موقع أول موفي (الإنجليزية)
- إيكوي أوتاني على موقع ديسكوغز (الإنجليزية)
- إيكوي أوتاني على موقع قاعدة بيانات الفيلم (الإنجليزية)
- إيكوي أوتاني على موقع كينوبويسك (الروسية)
- إيكوي أوتاني على موقع كينوبويسك (الروسية)
- إيكوي أوتاني على موقع ANN person (الإنجليزية)
- صفحة بولبابيديا